# La Faurie
 La Faurie  es una población y comuna francesa, situada en la región de Provenza-Alpes-Costa Azul, departamento de Altos Alpes, en el distrito de Gap y cantón de Aspres-sur-Buëch.

## Demografía
| 274 | 250 | 227 | 215 | 224 | 231 |
| Para los censos de 1962 a 1999 la población legal corresponde a la población sin duplicidades (Fuente: INSEE [Consultar]) |     |     |     |     |     |

Es una población con paisajes magníficos ideal para ir a caminar por la montaña